# Vincente
Pour plus de détails, voir Fiche technique et Distribution.
Vincente est un téléfilm de Bernard Toublanc-Michel sorti en 1984. D'après une histoire écrite par Yvette Leignel, pendant la libération à Valognes (Normandie) en 1944.

## Synopsis
C'est l'histoire d'une jeune fille, pendant la deuxième guerre mondiale, qui tombe amoureuse d'un soldat allemand.

## Fiche technique
- Réalisateur : Bernard Toublanc-Michel
- Scénariste : Vline Buggy, Bernard Toublanc-Michel (adaptation)
- Pays d'origine : France
- Genre : Film dramatique
- Durée :
- Date de diffusion : 12 janvier 1985 sur TF1

## Distribution
- Anne Parillaud : Vincente
- Jean-François Garreaud : Chabert
- Christian Rauth : Julien
- Stéphane Freiss
- Patrick Catalifo
- Annick Alane
- Jeanne Allard
- Simon Bakhouche
- Véronique Bellegarde
- Anita Benoist
- Claudine Berg
- Jean-Claude Bouillaud
- Carole Brenner
- Christiane Corthay
- Eva Damien
- Max Desrau
- Bernard Dumaine
- Anne-Marie Jabraud
- Thierry Liagre
- Françoise Morhange
- Paul Savatier
- Yves Vincent

## Tournage
Le film a été tourné à Bassevelle ,Orly-sur-Morin , Saint-Ouen-sur-Morin (communes toutes trois en Seine-et-Marne)